# Polyrhachis beauforti
Polyrhachis beauforti är en myrart som beskrevs av Carlo Emery 1911. Polyrhachis beauforti ingår i släktet Polyrhachis och familjen myror.

## Underarter
Arten delas in i följande underarter:
- P. b. beauforti
- P. b. punctinota